# Oakdale (miasto)
Oakdale – miasto w Stanach Zjednoczonych, w stanie Wisconsin, w hrabstwie Monroe.